# Blake Caldwell
Blake Caldwell (Boulder, 27 maart 1984) is een Amerikaans voormalig wielrenner. Hij reed vier seizoenen voor het Amerikaanse Garmin-Slipstream. Caldwell werd in 2010 lid van het continentale Team Holowesko Partners. Caldwell behaalde geen profzeges.